# Temporada 2019 de Fórmula 1
La temporada 2019 de Fórmula 1 va ser la 70.ª temporada del Campionat Mundial de Fórmula 1 de la història. Està organitzada sota l'auspici de la Federació Internacional d'Automobilisme (FIA). La temporada va començar al març i va finalitzar al desembre.
Lewis Hamilton va guanyar el Campionat de Pilots la temporada anterior i Mercedes GP va defensar el seu Campionat de Constructors, el seu sisè campionat consecutiu.

## Escuderies i pilots
La següent taula mostra els pilots confirmats oficialment per les seves escuderies per al Mundial 2019 de Fórmula 1.
| Escuderia                        | Constructor                        | Xasis                        | Motor                 | Pilots de proves | Pilots de proves                            | Pilots de proves |
| Escuderia                        | Constructor                        | Xasis                        | Motor                 | No.              | Nom de pilot                                | Rondes           |
| -------------------------------- | ---------------------------------- | ---------------------------- | --------------------- | ---------------- | ------------------------------------------- | ---------------- |
| Alfa Romeo Sauber                | Alfa Romeo Sauber Ferrari          | Sauber C38                   | Ferrari 064           | 7 99             | Kimi Räikkönen Antonio Giovinazzi           | 1–18             |
| Scuderia Ferrari Mission Winnow  | Ferrari                            | Ferrari SF90                 | Ferrari 064           | 5 16             | Sebastian Vettel Charles Leclerc            | 1–18             |
| Rich Energy Haas F1 Team         | Haas Ferrari                       | Haas VF19                    | Ferrari 064           | 8 20             | Romain Grosjean Kevin Magnussen             | 1–18             |
| McLaren F1 Team                  | McLaren Renault                    | McLaren MCL34                | Renault E Tech 19     | 4 55             | Lando Norris Carlos Sainz Jr.               | 1–18             |
| Mercedes AMG Petronas Motorsport | Mercedes                           | Mercedes AMG F1 W10 EQ Power | Mercedes M10 EQ Power | 44 77            | Lewis Hamilton Valtteri Bottas              | 1–18             |
| Sport Pesa Racing Point F1 Team  | Racing Point BWT Mercedes          | Racing Point RP19            | BWT Mercedes          | 11 18            | Sergio Pérez Lance Stroll                   | 1–18             |
| Aston Martin Red Bull Racing     | Aston Martin Red Bull Racing Honda | Red Bull Racing RB15         | Honda RA619H          | 10 33 23         | Pierre Gasly Max Verstappen Alexander Albon | 1–12 1–18 13–18  |
| Renault F1 Team                  | Renault                            | Renault R.S.19               | Renault E Tech 19     | 3 27             | Daniel Ricciardo Nico Hülkenberg            | 1–18             |
| Red Bull Toro Rosso Honda        | Scuderia Toro Rosso Honda          | Scuderia Toro Rosso STR14    | Honda RA619H          | 23 26 10         | Alexander Albon Daniil Kvyat Pierre Gasly   | 1–12 1–18 13–18  |
| ROKiT Williams Racing            | Williams Mercedes                  | Williams FW42                | Mercedes M10 EQ Power | 63 88            | George Russell Robert Kubica                | 1–18             |

## Calendari

Els països que acullen un Gran Premi estan acolorits de verd, amb la localització del circuit assenyalada amb un punt negre; els països que han acollit un Gran Premi alguna vegada estan acolorits de gris fosc.

Hi ha un total de 21 curses en aquesta temporada. Cada cursa té un mínim de 305 km, excepte el Gran Premi de Mònaco, que té una distància de 260 km.
| Ronda | Gran Premi                   | Circuit                                         | Data           |
| ----- | ---------------------------- | ----------------------------------------------- | -------------- |
| 1     | Gran Premi d'Austràlia       | Circuit d'Albert Park, Melbourne                | 17 de març     |
| 2     | Gran Premi de Bahrain        | Circuit Internacional de Bahrain, Sakhir        | 31 de març     |
| 3     | Gran Premi de la Xina        | Circuit Internacional de Xanghái, Xanghái       | 14 d'abril     |
| 4     | Gran Premi de l'Azerbaidjan  | Circuit de Bakú, Bakú                           | 28 d'abril     |
| 5     | Gran Premi d'Espanya         | Circuit de Barcelona-Catalunya, Montmeló        | 12 de maig     |
| 6     | Gran Premi de Mònaco         | Circuit de Mònaco, Montecarlo                   | 26 de maig     |
| 7     | Gran Premi del Canadà        | Circuit Gilles Villeneuve, Mont-real            | 9 de juny      |
| 8     | Gran Premi de França         | Circuit Paul Ricard, Le Castellet               | 23 de juny     |
| 9     | Gran Premi d'Àustria         | Red Bull Ring, Spielberg                        | 30 de juny     |
| 10    | Gran Premi de Gran Bretanya  | Circuit de Silverstone, Silverstone             | 14 de juliol   |
| 11    | Gran Premi d'Alemanya        | Hockenheimring, Hockenheim                      | 28 de juliol   |
| 12    | Gran Premi d'Hongria         | Hungaroring, Budapest                           | 4 d'agost      |
| 13    | Gran Premi de Bèlgica        | Circuit de Spa-Francorchamps, Spa-Francorchamps | 1 de setembre  |
| 14    | Gran Premi d'Itàlia          | Autodromo Nazionale di Monza, Monza             | 8 de setembre  |
| 15    | Gran Premi de Singapur       | Circuit urbà de Marina Bay, Singapur            | 22 de setembre |
| 16    | Gran Premi de Rússia         | Autódrom de Sotxi, Sotxi                        | 29 de setembre |
| 17    | Gran Premi del Japó          | Circuit de Suzuka, Prefectura de Mie            | 13 d'octubre   |
| 18    | Gran Premi de Mèxic          | Autódrom Germans Rodríguez, Ciutat de Mèxic     | 13 d'octubre   |
| 19    | Gran Premi dels Estats Units | Circuit de les Amériques, Austin                | 3 de novembre  |
| 20    | Gran Premi de Brasil         | Autódrom José Carlos Pace, São Paulo            | 17 de novembre |
| 21    | Gran Premi d'Abu Dhabi       | Circuit Yas Marina, Illa Yas, Abu Dhabi         | 1 de desembre  |

- Font: Fórmula 1 en Catalá[2]

## Pneumàtics
Per a la temporada 2019, Pirelli redueix de 7 a 5 el nombre de compostos de sec, dels quals s'elegiran 3 per cada Gran Premi.
| Nom del compost | Color | Color | Banda de rodadura | Condicions de circulació | Adherència | Durabilitat |
| --------------- | ----- | ----- | ----------------- | ------------------------ | ---------- | ----------- |
| Dur             | H     |       | Llis              | Sec                      | Baixa      | Alta        |
| Mitjà           | M'    |       | Llis              | Sec                      | Mitjana    | Mitjana     |
| Tou             | S     |       | Llis              | Sec                      | Alta       | Baixa       |
| Intermedi       | I     |       | Canals            | Mullat                   |            |             |
| De pluja        | W     |       | Canales           | Mullat                   |            |             |

| Identificador | Adherència   | Durabilitat  |
| ------------- | ------------ | ------------ |
| C1            | La més baixa | La més alta  |
| C2            | Baixa        | Alta         |
| C3            | Mitjana      | Mitjana      |
| C4            | Alta         | Baixa        |
| C5            | La més alta  | La més baixa |

### Per carrera
| Compost | AUS · | BHR · | CHN · | AZE · | ESP · | MON · | CAN · | FRA · | AUT · | GBR · | GER · | HUN · | BEL · | ITA · | SIN · | RUS · | JPN · | USA · | MEX · | BRA · | ABU · |
| ------- | ----- | ----- | ----- | ----- | ----- | ----- | ----- | ----- | ----- | ----- | ----- | ----- | ----- | ----- | ----- | ----- | ----- | ----- | ----- | ----- | ----- |
| Tou     | C4    | C3    | C4    | C4    | C3    | C5    | C5    | C4    | C4    | C3    | C4    | C4    | C3    | C4    | C5    | C4    | C3    | C4    | C4    | C3    | C5    |
| Mitjà   | C3    | C2    | C3    | C3    | C2    | C4    | C4    | C3    | C3    | C2    | C3    | C3    | C2    | C3    | C4    | C3    | C2    | C3    | C3    | C2    | C4    |
| Dur     | C2    | C1    | C2    | C2    | C1    | C3    | C3    | C2    | C2    | C1    | C2    | C2    | C1    | C2    | C3    | C2    | C1    | C2    | C2    | C1    | C3    |

## Resultats per Gran Premi
| Ronda | Data                               | Gran Premi | Mapa del Circuit    | Resultats        | Resultats          | Resultats        | Resultats        |
| ----- | ---------------------------------- | --- | ------------------- | ---------------- | ------------------ | ---------------- | ---------------- |
| 1     | 15, 16 i 17 de març                | Gran Premi d'Austràlia Circuit d'Albert Park Longitud: 307,574 km Voltes: 58 Guanyador 2018: Sebastian Vettel - Ferrari                      |                     | Lliures 1        | Lewis Hamilton     | Guanyador        | Valtteri Bottas  |
| 1     | 15, 16 i 17 de març                | Gran Premi d'Austràlia Circuit d'Albert Park Longitud: 307,574 km Voltes: 58 Guanyador 2018: Sebastian Vettel - Ferrari                      | Lliures 2           | Lewis Hamilton   | 2n lloc            | Lewis Hamilton   |                  |
| 1     | 15, 16 i 17 de març                | Gran Premi d'Austràlia Circuit d'Albert Park Longitud: 307,574 km Voltes: 58 Guanyador 2018: Sebastian Vettel - Ferrari                      | Lliures 3           | Sebastian Vettel | 3r lloc            | Max Verstappen   |                  |
| 1     | 15, 16 i 17 de març                | Gran Premi d'Austràlia Circuit d'Albert Park Longitud: 307,574 km Voltes: 58 Guanyador 2018: Sebastian Vettel - Ferrari                      | Pole position       | Lewis Hamilton   | Volta ràpida       | Valtteri Bottas  |                  |
| 1     | 15, 16 i 17 de març                | Gran Premi d'Austràlia Circuit d'Albert Park Longitud: 307,574 km Voltes: 58 Guanyador 2018: Sebastian Vettel - Ferrari                      | Resultats complerts |                  |                    |                  |                  |
| 2     | 29, 30 i 31 de març                | Gran Premi de Bahrain · Circuit Internacional de Bahrain · Longitud: 308,238 km · Vueltas: 57 · Guanyador 2018: · Sebastian Vettel - Ferrari |                     | Lliures 1        | Charles Leclerc    | Guanyador        | Lewis Hamilton   |
| 2     | 29, 30 i 31 de març                | Gran Premi de Bahrain · Circuit Internacional de Bahrain · Longitud: 308,238 km · Vueltas: 57 · Guanyador 2018: · Sebastian Vettel - Ferrari | Lliures 2           | Sebastian Vettel | 2n lloc            | Valtteri Bottas  |                  |
| 2     | 29, 30 i 31 de març                | Gran Premi de Bahrain · Circuit Internacional de Bahrain · Longitud: 308,238 km · Vueltas: 57 · Guanyador 2018: · Sebastian Vettel - Ferrari | Lliures 3           | Charles Leclerc  | 3r lloc            | Charles Leclerc  |                  |
| 2     | 29, 30 i 31 de març                | Gran Premi de Bahrain · Circuit Internacional de Bahrain · Longitud: 308,238 km · Vueltas: 57 · Guanyador 2018: · Sebastian Vettel - Ferrari | Pole position       | Charles Leclerc  | Volta ràpida       | Charles Leclerc  |                  |
| 2     | 29, 30 i 31 de març                | Gran Premi de Bahrain · Circuit Internacional de Bahrain · Longitud: 308,238 km · Vueltas: 57 · Guanyador 2018: · Sebastian Vettel - Ferrari | Resultats complerts |                  |                    |                  |                  |
| 3     | 12, 13 i 14 d'abril                | Gran Premi de la Xina Circuit Internacional de Xangai Longitud: 305,066 km Voltes: 56 Guanyador 2018: Daniel Ricciardo - Red Bull            |                     | Lliures 1        | Sebastian Vettel   | Guanyador        | Lewis Hamilton   |
| 3     | 12, 13 i 14 d'abril                | Gran Premi de la Xina Circuit Internacional de Xangai Longitud: 305,066 km Voltes: 56 Guanyador 2018: Daniel Ricciardo - Red Bull            | Lliures 2           | Valtteri Bottas  | 2n lloc            | Valtteri Bottas  |                  |
| 3     | 12, 13 i 14 d'abril                | Gran Premi de la Xina Circuit Internacional de Xangai Longitud: 305,066 km Voltes: 56 Guanyador 2018: Daniel Ricciardo - Red Bull            | Lliures 3           | Valtteri Bottas  | 3r lloc            | Sebastian Vettel |                  |
| 3     | 12, 13 i 14 d'abril                | Gran Premi de la Xina Circuit Internacional de Xangai Longitud: 305,066 km Voltes: 56 Guanyador 2018: Daniel Ricciardo - Red Bull            | Pole position       | Sebastian Vettel | Volta ràpida       | Pierre Gasly     |                  |
| 3     | 12, 13 i 14 d'abril                | Gran Premi de la Xina Circuit Internacional de Xangai Longitud: 305,066 km Voltes: 56 Guanyador 2018: Daniel Ricciardo - Red Bull            | Resultats complerts |                  |                    |                  |                  |
| 4     | 26, 27 i 28 d'abril                | Gran Premi d'Azerbaijan Circuit urbà de Bakú Longitud: 306.051 km Voltes: 51 Guanyador 2018: Lewis Hamilton - Mercedes                       |                     | Lliures 1        | Charles Leclerc    | Guanyador        | Valtteri Bottas  |
| 4     | 26, 27 i 28 d'abril                | Gran Premi d'Azerbaijan Circuit urbà de Bakú Longitud: 306.051 km Voltes: 51 Guanyador 2018: Lewis Hamilton - Mercedes                       | Lliures 2           | Charles Leclerc  | 2n lloc            | Lewis Hamilton   |                  |
| 4     | 26, 27 i 28 d'abril                | Gran Premi d'Azerbaijan Circuit urbà de Bakú Longitud: 306.051 km Voltes: 51 Guanyador 2018: Lewis Hamilton - Mercedes                       | Lliures 3           | Charles Leclerc  | 3r lloc            | Sebastian Vettel |                  |
| 4     | 26, 27 i 28 d'abril                | Gran Premi d'Azerbaijan Circuit urbà de Bakú Longitud: 306.051 km Voltes: 51 Guanyador 2018: Lewis Hamilton - Mercedes                       | Pole position       | Valtteri Bottas  | Volta ràpida       | Charles Leclerc  |                  |
| 4     | 26, 27 i 28 d'abril                | Gran Premi d'Azerbaijan Circuit urbà de Bakú Longitud: 306.051 km Voltes: 51 Guanyador 2018: Lewis Hamilton - Mercedes                       | Resultats complerts |                  |                    |                  |                  |
| 5     | 10, 11 i 12 de maig                | Gran Premi d'Espanya · Circuit de Barcelona-Catalunya · Longitud: 307,104 km · Voltes: 66 · Guanyador 2018: · Lewis Hamilton - Mercedes      |                     | Lliures 1        | Valtteri Bottas    | Guanyador        | Lewis Hamilton   |
| 5     | 10, 11 i 12 de maig                | Gran Premi d'Espanya · Circuit de Barcelona-Catalunya · Longitud: 307,104 km · Voltes: 66 · Guanyador 2018: · Lewis Hamilton - Mercedes      | Lliures 2           | Valtteri Bottas  | 2n lloc            | Valtteri Bottas  |                  |
| 5     | 10, 11 i 12 de maig                | Gran Premi d'Espanya · Circuit de Barcelona-Catalunya · Longitud: 307,104 km · Voltes: 66 · Guanyador 2018: · Lewis Hamilton - Mercedes      | Lliures 3           | Lewis Hamilton   | 3r lloc            | Max Verstappen   |                  |
| 5     | 10, 11 i 12 de maig                | Gran Premi d'Espanya · Circuit de Barcelona-Catalunya · Longitud: 307,104 km · Voltes: 66 · Guanyador 2018: · Lewis Hamilton - Mercedes      | Pole position       | Valtteri Bottas  | Volta ràpida       | Lewis Hamilton   |                  |
| 5     | 10, 11 i 12 de maig                | Gran Premi d'Espanya · Circuit de Barcelona-Catalunya · Longitud: 307,104 km · Voltes: 66 · Guanyador 2018: · Lewis Hamilton - Mercedes      | Resultats complerts |                  |                    |                  |                  |
| 6     | 23, 25 i 26 de maig                | Gran Premi de Mònaco Circuit de Montecarlo Longitud: 260,520 km Voltes: 78 Guanyador 2018: Daniel Ricciardo - Red Bull                       |                     | Lliures 1        | Lewis Hamilton     | Guanyador        | Lewis Hamilton   |
| 6     | 23, 25 i 26 de maig                | Gran Premi de Mònaco Circuit de Montecarlo Longitud: 260,520 km Voltes: 78 Guanyador 2018: Daniel Ricciardo - Red Bull                       | Lliures 2           | Lewis Hamilton   | 2n lloc            | Sebastian Vettel |                  |
| 6     | 23, 25 i 26 de maig                | Gran Premi de Mònaco Circuit de Montecarlo Longitud: 260,520 km Voltes: 78 Guanyador 2018: Daniel Ricciardo - Red Bull                       | Lliures 3           | Charles Leclerc  | 3r lloc            | Valtteri Bottas  |                  |
| 6     | 23, 25 i 26 de maig                | Gran Premi de Mònaco Circuit de Montecarlo Longitud: 260,520 km Voltes: 78 Guanyador 2018: Daniel Ricciardo - Red Bull                       | Pole position       | Lewis Hamilton   | Volta ràpida       | Pierre Gasly     |                  |
| 6     | 23, 25 i 26 de maig                | Gran Premi de Mònaco Circuit de Montecarlo Longitud: 260,520 km Voltes: 78 Guanyador 2018: Daniel Ricciardo - Red Bull                       | Resultats complerts |                  |                    |                  |                  |
| 7     | 7, 8 i 9 de juny                   | Gran Premi del Canadà Circuit Gilles Villeneuve Longitud: 305,270 km Voltes: 70 Guanyador 2018: Sebastian Vettel - Ferrari                   |                     | Lliures 1        | Lewis Hamilton     | Guanyador        | Lewis Hamilton   |
| 7     | 7, 8 i 9 de juny                   | Gran Premi del Canadà Circuit Gilles Villeneuve Longitud: 305,270 km Voltes: 70 Guanyador 2018: Sebastian Vettel - Ferrari                   | Lliures 2           | Charles Leclerc  | 2n lloc            | Sebastian Vettel |                  |
| 7     | 7, 8 i 9 de juny                   | Gran Premi del Canadà Circuit Gilles Villeneuve Longitud: 305,270 km Voltes: 70 Guanyador 2018: Sebastian Vettel - Ferrari                   | Lliures 3           | Sebastian Vettel | 3r lloc            | Charles Leclerc  |                  |
| 7     | 7, 8 i 9 de juny                   | Gran Premi del Canadà Circuit Gilles Villeneuve Longitud: 305,270 km Voltes: 70 Guanyador 2018: Sebastian Vettel - Ferrari                   | Pole position       | Sebastian Vettel | Volta ràpida       | Valtteri Bottas  |                  |
| 7     | 7, 8 i 9 de juny                   | Gran Premi del Canadà Circuit Gilles Villeneuve Longitud: 305,270 km Voltes: 70 Guanyador 2018: Sebastian Vettel - Ferrari                   | Resultats complerts |                  |                    |                  |                  |
| 8     | 21, 22 i 23 de juny                | Gran Premi de França · Circuit de Paul Ricard · Longitud: 309,626 km · Voltes: 53 · Guanyador 2018: · Lewis Hamilton - Mercedes              |                     | Lliures 1        | Lewis Hamilton     | Guanyador        | Lewis Hamilton   |
| 8     | 21, 22 i 23 de juny                | Gran Premi de França · Circuit de Paul Ricard · Longitud: 309,626 km · Voltes: 53 · Guanyador 2018: · Lewis Hamilton - Mercedes              | Lliures 2           | Valtteri Bottas  | 2n lloc            | Valtteri Bottas  |                  |
| 8     | 21, 22 i 23 de juny                | Gran Premi de França · Circuit de Paul Ricard · Longitud: 309,626 km · Voltes: 53 · Guanyador 2018: · Lewis Hamilton - Mercedes              | Lliures 3           | Valtteri Bottas  | 3r lloc            | Charles Leclerc  |                  |
| 8     | 21, 22 i 23 de juny                | Gran Premi de França · Circuit de Paul Ricard · Longitud: 309,626 km · Voltes: 53 · Guanyador 2018: · Lewis Hamilton - Mercedes              | Pole position       | Lewis Hamilton   | Volta ràpida       | Sebastian Vettel |                  |
| 8     | 21, 22 i 23 de juny                | Gran Premi de França · Circuit de Paul Ricard · Longitud: 309,626 km · Voltes: 53 · Guanyador 2018: · Lewis Hamilton - Mercedes              | Resultats complerts |                  |                    |                  |                  |
| 9     | 29 i 30 de juny i 1 de juliol      | Gran Premi d'Àustria Red Bull Ring Longitud: 302,330 km Voltes: 71 Guanyador 2018: Max Verstappen - Red Bull                                 |                     | Lliures 1        | Lewis Hamilton     | Guanyador        | Max Verstappen   |
| 9     | 29 i 30 de juny i 1 de juliol      | Gran Premi d'Àustria Red Bull Ring Longitud: 302,330 km Voltes: 71 Guanyador 2018: Max Verstappen - Red Bull                                 | Lliures 2           | Charles Leclerc  | 2n lloc            | Charles Leclerc  |                  |
| 9     | 29 i 30 de juny i 1 de juliol      | Gran Premi d'Àustria Red Bull Ring Longitud: 302,330 km Voltes: 71 Guanyador 2018: Max Verstappen - Red Bull                                 | Lliures 3           | Charles Leclerc  | 3r lloc            | Valtteri Bottas  |                  |
| 9     | 29 i 30 de juny i 1 de juliol      | Gran Premi d'Àustria Red Bull Ring Longitud: 302,330 km Voltes: 71 Guanyador 2018: Max Verstappen - Red Bull                                 | Pole position       | Charles Leclerc  | Volta ràpida       | Max Verstappen   |                  |
| 9     | 29 i 30 de juny i 1 de juliol      | Gran Premi d'Àustria Red Bull Ring Longitud: 302,330 km Voltes: 71 Guanyador 2018: Max Verstappen - Red Bull                                 | Resultats complerts |                  |                    |                  |                  |
| 10    | 12, 13 i 14 de juliol              | Gran Premi de la Gran Bretanya Circuit de Silverstone Longitud: 306,227 km Voltes: 52 Guanyador 2018: Sebastian Vettel - Ferrari             |                     | Lliures 1        | Lewis Hamilton     | Guanyador        | Lewis Hamilton   |
| 10    | 12, 13 i 14 de juliol              | Gran Premi de la Gran Bretanya Circuit de Silverstone Longitud: 306,227 km Voltes: 52 Guanyador 2018: Sebastian Vettel - Ferrari             | Lliures 2           | Charles Leclerc  | 2n lloc            | Valtteri Bottas  |                  |
| 10    | 12, 13 i 14 de juliol              | Gran Premi de la Gran Bretanya Circuit de Silverstone Longitud: 306,227 km Voltes: 52 Guanyador 2018: Sebastian Vettel - Ferrari             | Lliures 3           | Valtteri Bottas  | 3r lloc            | Charles Leclerc  |                  |
| 10    | 12, 13 i 14 de juliol              | Gran Premi de la Gran Bretanya Circuit de Silverstone Longitud: 306,227 km Voltes: 52 Guanyador 2018: Sebastian Vettel - Ferrari             | Pole position       | Valtteri Bottas  | Volta ràpida       | Lewis Hamilton   |                  |
| 10    | 12, 13 i 14 de juliol              | Gran Premi de la Gran Bretanya Circuit de Silverstone Longitud: 306,227 km Voltes: 52 Guanyador 2018: Sebastian Vettel - Ferrari             | Resultats complerts |                  |                    |                  |                  |
| 11    | 26, 27 i 28 de juliol              | Gran Premi d'Alemanya Circuit de Hockenheimring Longitud: 306,458 km Voltes: 67 Guanyador 2018: Lewis Hamilton - Mercedes                    |                     | Lliures 1        | } Sebastian Vettel | Guanyador        | Max Verstappen   |
| 11    | 26, 27 i 28 de juliol              | Gran Premi d'Alemanya Circuit de Hockenheimring Longitud: 306,458 km Voltes: 67 Guanyador 2018: Lewis Hamilton - Mercedes                    | Lliures 2           | Charles Leclerc  | 2n lloc            | Sebastian Vettel |                  |
| 11    | 26, 27 i 28 de juliol              | Gran Premi d'Alemanya Circuit de Hockenheimring Longitud: 306,458 km Voltes: 67 Guanyador 2018: Lewis Hamilton - Mercedes                    | Lliures 3           | Charles Leclerc  | 3r lloc            | Daniil Kvyat     |                  |
| 11    | 26, 27 i 28 de juliol              | Gran Premi d'Alemanya Circuit de Hockenheimring Longitud: 306,458 km Voltes: 67 Guanyador 2018: Lewis Hamilton - Mercedes                    | Pole position       | Lewis Hamilton   | Volta ràpida       | Max Verstappen   |                  |
| 11    | 26, 27 i 28 de juliol              | Gran Premi d'Alemanya Circuit de Hockenheimring Longitud: 306,458 km Voltes: 67 Guanyador 2018: Lewis Hamilton - Mercedes                    | Resultats complerts |                  |                    |                  |                  |
| 12    | 2, 3 i 4 d'agost                   | Gran Premi d'Hongria Circuit d'Hungaroring Longitud: 306,630 km Voltes: 70 Guanyador 2018: Lewis Hamilton - Mercedes                         |                     | Lliures 1        | Lewis Hamilton     | Guanyador        | Lewis Hamilton   |
| 12    | 2, 3 i 4 d'agost                   | Gran Premi d'Hongria Circuit d'Hungaroring Longitud: 306,630 km Voltes: 70 Guanyador 2018: Lewis Hamilton - Mercedes                         | Lliures 2           | } Pierre Gasly   | 2n lloc            | Max Verstappen   |                  |
| 12    | 2, 3 i 4 d'agost                   | Gran Premi d'Hongria Circuit d'Hungaroring Longitud: 306,630 km Voltes: 70 Guanyador 2018: Lewis Hamilton - Mercedes                         | Lliures 3           | Lewis Hamilton   | 3r lloc            | Sebastian Vettel |                  |
| 12    | 2, 3 i 4 d'agost                   | Gran Premi d'Hongria Circuit d'Hungaroring Longitud: 306,630 km Voltes: 70 Guanyador 2018: Lewis Hamilton - Mercedes                         | Pole position       | Max Verstappen   | Volta ràpida       | Max Verstappen   |                  |
| 12    | 2, 3 i 4 d'agost                   | Gran Premi d'Hongria Circuit d'Hungaroring Longitud: 306,630 km Voltes: 70 Guanyador 2018: Lewis Hamilton - Mercedes                         | Resultats complerts |                  |                    |                  |                  |
| 13    | 30, 31 d'agost i 1 de setembre     | Gran Premi de Bèlgica Circuit de Spa-Francorchamps Longitud: 308,052 km Voltes: 44 Guanyador 2018: Sebastian Vettel - Ferrari                |                     | Lliures 1        | Sebastian Vettel   | Guanyador        | Charles Leclerc  |
| 13    | 30, 31 d'agost i 1 de setembre     | Gran Premi de Bèlgica Circuit de Spa-Francorchamps Longitud: 308,052 km Voltes: 44 Guanyador 2018: Sebastian Vettel - Ferrari                | Lliures 2           | Charles Leclerc  | 2n lloc            | Lewis Hamilton   |                  |
| 13    | 30, 31 d'agost i 1 de setembre     | Gran Premi de Bèlgica Circuit de Spa-Francorchamps Longitud: 308,052 km Voltes: 44 Guanyador 2018: Sebastian Vettel - Ferrari                | Lliures 3           | Charles Leclerc  | 3r lloc            | Valtteri Bottas  |                  |
| 13    | 30, 31 d'agost i 1 de setembre     | Gran Premi de Bèlgica Circuit de Spa-Francorchamps Longitud: 308,052 km Voltes: 44 Guanyador 2018: Sebastian Vettel - Ferrari                | Pole position       | Charles Leclerc  | Volta ràpida       | Sebastian Vettel |                  |
| 13    | 30, 31 d'agost i 1 de setembre     | Gran Premi de Bèlgica Circuit de Spa-Francorchamps Longitud: 308,052 km Voltes: 44 Guanyador 2018: Sebastian Vettel - Ferrari                | Resultats complerts |                  |                    |                  |                  |
| 14    | 6, 7 i 8 de setembre               | Gran Premi d'Itàlia Autodromo Nazionale di Monza Longitud: 306,720 km Voltes: 53 Guanyador 2018: Lewis Hamilton - Mercedes                   |                     | Lliures 1        | Charles Leclerc    | Guanyador        | Charles Leclerc  |
| 14    | 6, 7 i 8 de setembre               | Gran Premi d'Itàlia Autodromo Nazionale di Monza Longitud: 306,720 km Voltes: 53 Guanyador 2018: Lewis Hamilton - Mercedes                   | Lliures 2           | Charles Leclerc  | 2n lloc            | Valtteri Bottas  |                  |
| 14    | 6, 7 i 8 de setembre               | Gran Premi d'Itàlia Autodromo Nazionale di Monza Longitud: 306,720 km Voltes: 53 Guanyador 2018: Lewis Hamilton - Mercedes                   | Lliures 3           | Sebastian Vettel | 3r lloc            | Lewis Hamilton   |                  |
| 14    | 6, 7 i 8 de setembre               | Gran Premi d'Itàlia Autodromo Nazionale di Monza Longitud: 306,720 km Voltes: 53 Guanyador 2018: Lewis Hamilton - Mercedes                   | Pole position       | Charles Leclerc  | Volta ràpida       |                  |                  |
| 14    | 6, 7 i 8 de setembre               | Gran Premi d'Itàlia Autodromo Nazionale di Monza Longitud: 306,720 km Voltes: 53 Guanyador 2018: Lewis Hamilton - Mercedes                   | Resultats complerts |                  |                    |                  |                  |
| 15    | 20, 21 i 22 de setembre            | Gran Premi de Singapur Circuit urbà de Marina Bay Longitud: 308,828 km Voltes: 61 Guanyador 2018: Lewis Hamilton - Mercedes                  |                     | Lliures 1        | Max Verstappen     | Guanyador        | Sebastian Vettel |
| 15    | 20, 21 i 22 de setembre            | Gran Premi de Singapur Circuit urbà de Marina Bay Longitud: 308,828 km Voltes: 61 Guanyador 2018: Lewis Hamilton - Mercedes                  | Lliures 2           | Lewis Hamilton   | 2n lloc            | Charles Leclerc  |                  |
| 15    | 20, 21 i 22 de setembre            | Gran Premi de Singapur Circuit urbà de Marina Bay Longitud: 308,828 km Voltes: 61 Guanyador 2018: Lewis Hamilton - Mercedes                  | Lliures 3           | Charles Leclerc  | 3r lloc            | Max Verstappen   |                  |
| 15    | 20, 21 i 22 de setembre            | Gran Premi de Singapur Circuit urbà de Marina Bay Longitud: 308,828 km Voltes: 61 Guanyador 2018: Lewis Hamilton - Mercedes                  | Pole position       | Charles Leclerc  | Volta ràpida       | Kevin Magnussen  |                  |
| 15    | 20, 21 i 22 de setembre            | Gran Premi de Singapur Circuit urbà de Marina Bay Longitud: 308,828 km Voltes: 61 Guanyador 2018: Lewis Hamilton - Mercedes                  | Resultats complerts |                  |                    |                  |                  |
| 16    | 27, 28 i 29 de setembre            | Gran Premi de Rússia Circuit urbà de Sotxi Longitud: 304,350 km Voltes: 53 Guanyador 2018: Lewis Hamilton - Mercedes                         |                     | Lliures 1        | Charles Leclerc    | Guanyador        | Lewis Hamilton   |
| 16    | 27, 28 i 29 de setembre            | Gran Premi de Rússia Circuit urbà de Sotxi Longitud: 304,350 km Voltes: 53 Guanyador 2018: Lewis Hamilton - Mercedes                         | Lliures 2           | Max Verstappen   | 2n lloc            | Valtteri Bottas  |                  |
| 16    | 27, 28 i 29 de setembre            | Gran Premi de Rússia Circuit urbà de Sotxi Longitud: 304,350 km Voltes: 53 Guanyador 2018: Lewis Hamilton - Mercedes                         | Libres 3            | Charles Leclerc  | 3r lloc            | Charles Leclerc  |                  |
| 16    | 27, 28 i 29 de setembre            | Gran Premi de Rússia Circuit urbà de Sotxi Longitud: 304,350 km Voltes: 53 Guanyador 2018: Lewis Hamilton - Mercedes                         | Pole position       | Charles Leclerc  | Volta ràpida       | Lewis Hamilton   |                  |
| 16    | 27, 28 i 29 de setembre            | Gran Premi de Rússia Circuit urbà de Sotxi Longitud: 304,350 km Voltes: 53 Guanyador 2018: Lewis Hamilton - Mercedes                         | Resultats complerts |                  |                    |                  |                  |
| 17    | 11, 12 i 13 d'octubre              | Gran Premi del Japó Circuit de Suzuka Longitud: 307,471 km Voltes: 53 Guanyador 2018: Lewis Hamilton - Mercedes                              |                     | Lliures 1        | Valtteri Bottas    | Guanyador        | Valtteri Bottas  |
| 17    | 11, 12 i 13 d'octubre              | Gran Premi del Japó Circuit de Suzuka Longitud: 307,471 km Voltes: 53 Guanyador 2018: Lewis Hamilton - Mercedes                              | Lliures 2           | Valtteri Bottas  | 2n lloc            | Sebastian Vettel |                  |
| 17    | 11, 12 i 13 d'octubre              | Gran Premi del Japó Circuit de Suzuka Longitud: 307,471 km Voltes: 53 Guanyador 2018: Lewis Hamilton - Mercedes                              | Lliures 3           | Cancel·lada      | 3r lloc            | Lewis Hamilton   |                  |
| 17    | 11, 12 i 13 d'octubre              | Gran Premi del Japó Circuit de Suzuka Longitud: 307,471 km Voltes: 53 Guanyador 2018: Lewis Hamilton - Mercedes                              | Pole position       | Sebastian Vettel | Volta ràpida       | Lewis Hamilton   |                  |
| 17    | 11, 12 i 13 d'octubre              | Gran Premi del Japó Circuit de Suzuka Longitud: 307,471 km Voltes: 53 Guanyador 2018: Lewis Hamilton - Mercedes                              | Resultats complets  |                  |                    |                  |                  |
| 18    | 25, 26 i 27 d'octubre              | Gran Premi de Mèxic Autódromo Hermanos Rodríguez Longitud: 305,409 km Voltes: 71 Guanyador 2018: Max Verstappen - Red Bull                   |                     | Lliures 1        | Lewis Hamilton     | Guanyador        | Lewis Hamilton   |
| 18    | 25, 26 i 27 d'octubre              | Gran Premi de Mèxic Autódromo Hermanos Rodríguez Longitud: 305,409 km Voltes: 71 Guanyador 2018: Max Verstappen - Red Bull                   | Lliures 2           | Sebastian Vettel | 2n lloc            | Sebastian Vettel |                  |
| 18    | 25, 26 i 27 d'octubre              | Gran Premi de Mèxic Autódromo Hermanos Rodríguez Longitud: 305,409 km Voltes: 71 Guanyador 2018: Max Verstappen - Red Bull                   | Lliures 3           | Charles Leclerc  | 3r lloc            | Valtteri Bottas  |                  |
| 18    | 25, 26 i 27 d'octubre              | Gran Premi de Mèxic Autódromo Hermanos Rodríguez Longitud: 305,409 km Voltes: 71 Guanyador 2018: Max Verstappen - Red Bull                   | Pole position       | Charles Leclerc  | Volta ràpida       | Charles Leclerc  |                  |
| 18    | 25, 26 i 27 d'octubre              | Gran Premi de Mèxic Autódromo Hermanos Rodríguez Longitud: 305,409 km Voltes: 71 Guanyador 2018: Max Verstappen - Red Bull                   | Resultats complets  |                  |                    |                  |                  |
| 19    | 26, 27 i 28 d'octubre              | Gran Premi dels Estats Units · Circuit de les Américas · Longitud: 308,896 km · Voltes: 56 · Guanyador 2018: · Kimi Räikkönen - Ferrari      |                     | Lliures 1        | Max Verstappen     | Guanyador        | Valtteri Bottas  |
| 19    | 26, 27 i 28 d'octubre              | Gran Premi dels Estats Units · Circuit de les Américas · Longitud: 308,896 km · Voltes: 56 · Guanyador 2018: · Kimi Räikkönen - Ferrari      | Lliures 2           | Lewis Hamilton   | 2n lloc            | Lewis Hamilton   |                  |
| 19    | 26, 27 i 28 d'octubre              | Gran Premi dels Estats Units · Circuit de les Américas · Longitud: 308,896 km · Voltes: 56 · Guanyador 2018: · Kimi Räikkönen - Ferrari      | Lliures 3           | Max Verstappen   | 3r lloc            | Max Verstappen   |                  |
| 19    | 26, 27 i 28 d'octubre              | Gran Premi dels Estats Units · Circuit de les Américas · Longitud: 308,896 km · Voltes: 56 · Guanyador 2018: · Kimi Räikkönen - Ferrari      | Pole position       | Valtteri Bottas  | Volta ràpida       | Charles Leclerc  |                  |
| 19    | 26, 27 i 28 d'octubre              | Gran Premi dels Estats Units · Circuit de les Américas · Longitud: 308,896 km · Voltes: 56 · Guanyador 2018: · Kimi Räikkönen - Ferrari      | Resultats complets  |                  |                    |                  |                  |
| 20    | 15, 16 i 17 de novembre            | Gran Premi del Brasil Autódromo José Carlos Pace Longitud: 305,909 km Voltes: 71 Guanyador 2018: Lewis Hamilton - Mercedes                   |                     | Lliures 1        | Alexander Albon    | Guanyador        | Max Verstappen   |
| 20    | 15, 16 i 17 de novembre            | Gran Premi del Brasil Autódromo José Carlos Pace Longitud: 305,909 km Voltes: 71 Guanyador 2018: Lewis Hamilton - Mercedes                   | Lliures 2           | Sebastian Vettel | 2n lloc            | Pierre Gasly     |                  |
| 20    | 15, 16 i 17 de novembre            | Gran Premi del Brasil Autódromo José Carlos Pace Longitud: 305,909 km Voltes: 71 Guanyador 2018: Lewis Hamilton - Mercedes                   | Lliures 3           | Lewis Hamilton   | 3r lloc            | Carlos Sainz Jr. |                  |
| 20    | 15, 16 i 17 de novembre            | Gran Premi del Brasil Autódromo José Carlos Pace Longitud: 305,909 km Voltes: 71 Guanyador 2018: Lewis Hamilton - Mercedes                   | Pole position       | Max Verstappen   | Volta ràpida       | Valtteri Bottas  |                  |
| 20    | 15, 16 i 17 de novembre            | Gran Premi del Brasil Autódromo José Carlos Pace Longitud: 305,909 km Voltes: 71 Guanyador 2018: Lewis Hamilton - Mercedes                   | Resultats complets  |                  |                    |                  |                  |
| 21    | 29, 30 de novembre i 1 de desembre | Gran Premi d'Abu Dhabi Circuit Yas Marina Longitud: 305,355 km Voltes: 55 Guanyador 2018: Lewis Hamilton- Mercedes                           |                     | Lliures 1        | Valtteri Bottas    | Guanyador        | Lewis Hamilton   |
| 21    | 29, 30 de novembre i 1 de desembre | Gran Premi d'Abu Dhabi Circuit Yas Marina Longitud: 305,355 km Voltes: 55 Guanyador 2018: Lewis Hamilton- Mercedes                           | Lliures 2           | Valtteri Bottas  | 2n lloc            | Max Verstappen   |                  |
| 21    | 29, 30 de novembre i 1 de desembre | Gran Premi d'Abu Dhabi Circuit Yas Marina Longitud: 305,355 km Voltes: 55 Guanyador 2018: Lewis Hamilton- Mercedes                           | Lliures 3           | Max Verstappen   | 3r lloc            | Charles Leclerc  |                  |
| 21    | 29, 30 de novembre i 1 de desembre | Gran Premi d'Abu Dhabi Circuit Yas Marina Longitud: 305,355 km Voltes: 55 Guanyador 2018: Lewis Hamilton- Mercedes                           | Pole position       | Lewis Hamilton   | Volta ràpida       | Lewis Hamilton   |                  |
| 21    | 29, 30 de novembre i 1 de desembre | Gran Premi d'Abu Dhabi Circuit Yas Marina Longitud: 305,355 km Voltes: 55 Guanyador 2018: Lewis Hamilton- Mercedes                           | Resultats complets  |                  |                    |                  |                  |

Font: F1.com

## Puntuacions
| Posició | 1º | 2º | 3º | 4º | 5º | 6º | 7º | 8º | 9º | 10º |
| Punts   | 25 | 18 | 15 | 12 | 10 | 8  | 6  | 4  | 2  | 1   |

### Campionat de Pilots
| Pos. | Pilot              | AUS | BHR | CHN | AZE | ESP | MON | CAN | FRA | AUT | GBR | ALE | HON | BEL | ITA | SIN | RUS | JPN | MEX | USA | BRA | ABU | Punts |
| ---- | ------------------ | --- | --- | --- | --- | --- | --- | --- | --- | --- | --- | --- | --- | --- | --- | --- | --- | --- | --- | --- | --- | --- | ----- |
| 1    | Lewis Hamilton     | 2   | 1   | 1   | 2   | 1   | 1   | 1   | 1   | 5   | 1   | 9   | 1   | 2   | 3'  | 4   | 1   | 3   | 1   | 2   | 7   | 1   | 413   |
| 2    | Valtteri Bottas    | 1   | 2   | 2   | 1   | 2   | 3   | 4   | 2   | 3   | 2   | Ret | 8   | 3   | 2   | 5   | 2   | 1   | 3   | 1   | Ret | 4   | 326   |
| 3    | Max Verstappen     | 3   | 4   | 4   | 4   | 3   | 4   | 5   | 4   | 1   | 5   | 1   | 2   | Ret | 8   | 3   | 4   | Ret | 6   | 3   | 1   | 2   | 278   |
| 4    | Charles Leclerc    | 5   | 3   | 5   | 5   | 5   | Ret | 3   | 3   | 2   | 3   | Ret | 4   | 1   | 1   | 2   | 3   | 6   | 4   | 4   | 18† | 3   | 264   |
| 5    | Sebastian Vettel   | 4   | 5   | 3   | 3   | 4   | 2   | 2   | 5   | 4   | 16  | 2   | 3   | 4   | 13  | 1   | Ret | 2   | 2   | Ret | 17† | 5   | 240   |
| 7    | Carlos Sainz Jr.   | Ret | 19  | 14  | 7   | 8   | 6   | 11  | 6   | 8   | 6   | 5   | 5   | Ret | Ret | 12  | 6   | 5   | 13  | 8   | 3   | 10  | 96    |
| 7    | Pierre Gasly       | 11  | 8   | 6   | Ret | 6   | 5   | 8   | 10  | 7   | 4   | 14  | 6   | 9   | 11  | 8   | 14  | 7   | 9   | 16† | 2   | 18  | 95    |
| 8    | Alexander Albon    | 14  | 9   | 10  | 11  | 11  | 8   | Ret | 15  | 15  | 12  | 6   | 10  | 5   | 6   | 6   | 5   | 4   | 5   | 5   | 14  | 6   | 92    |
| 9    | Daniel Ricciardo   | Ret | 18  | 7   | Ret | 12  | 9   | 6   | 11  | 12  | 7   | Ret | 14  | 14  | 4   | 14  | Ret | DSQ | 8   | 6   | 6   | 11  | 54    |
| 10   | Sergio Pérez       | 13  | 10  | 8   | 6   | 15  | 12  | 12  | 12  | 11  | 17  | Ret | 11  | 6   | 7   | Ret | 7   | 8   | 7   | 10  | 9   | 7   | 52    |
| 11   | Lando Norris       | 12  | 6   | 18  | 8   | Ret | 11  | Ret | 9   | 6   | 11  | Ret | 9   | 11  | 10  | 7   | 8   | 11  | Ret | 7   | 8   | 8   | 49    |
| 12   | Kimi Räikkönen     | 8   | 7   | 9   | 10  | 14  | 17  | 15  | 7   | 9   | 8   | 12  | 7   | 16  | 15  | Ret | 13  | 12  | Ret | 11  | 4   | 13  | 43    |
| 13   | Daniil Kvyat       | 10  | 12  | Ret | Ret | 9   | 7   | 10  | 14  | 17  | 9   | 3   | 15  | 7   | Ret | 15  | 12  | 10  | 11  | 12  | 10  | 9   | 37    |
| 14   | Nico Hülkenberg    | 7   | 17  | Ret | 14  | 13  | 13  | 7   | 8   | 13  | 10  | Ret | 12  | 8   | 5   | 9   | 10  | DSQ | 10  | 9   | 15  | 12  | 37    |
| 15   | Lance Stroll       | 9   | 14  | 12  | 9   | Ret | 16  | 9   | 13  | 14  | 13  | 4   | 17  | 10  | 12  | 13  | 11  | 9   | 12  | 13  | 19† | Ret | 21    |
| 16   | Kevin Magnussen    | 6   | 13  | 13  | 13  | 7   | 14  | 17  | 17  | 19  | Ret | 8   | 13  | 12  | Ret | 17  | 9   | 15  | 15  | 18  | 11  | 14  | 20    |
| 17   | Antonio Giovinazzi | 15  | 11  | 15  | 12  | 16  | 19  | 13  | 16  | 10  | Ret | 13  | 18  | 18  | 9   | 10  | 15  | 14  | 14  | 14  | 5   | 16  | 14    |
| 18   | Romain Grosjean    | Ret | Ret | 11  | Ret | 10  | 10  | 14  | Ret | 16  | Ret | 7   | Ret | 13  | 16  | 11  | Ret | 13  | 17  | 15  | 13  | 15  | 8     |
| 19   | Robert Kubica      | 17  | 16  | 17  | 16  | 18  | 18  | 18  | 18  | 20  | 15  | 10  | 19  | 17  | 17  | 16  | Ret | 17  | 18  | Ret | 16  | 19  | 1     |
| 20   | George Russell     | 16  | 15  | 16  | 15  | 17  | 15  | 16  | 19  | 18  | 14  | 11  | 16  | 15  | 14  | Ret | Ret | 16  | 16  | 17  | 12  | 17  | 0     |
| Pos. | Pilot              | AUS | BHR | CHN | AZE | ESP | MON | CAN | FRA | AUT | GBR | ALE | HON | BEL | ITA | SIN | RUS | JPN | MEX | USA | BRA | ABU | Punts |

| Color   | Resultat                       |
| ------- | ------------------------------ |
| Or      | Guanyador                      |
| Argent  | 2n lloc                        |
| Bronze  | 3r lloc                        |
| Verd    | Va acabar sumant punts         |
| Blau    | Va acabar sense sumar punts    |
| Blau    | No classificat (NC)            |
| Porpra  | Es retirà (Ret o DNF)          |
| Vermell | No qualificat (NQ o DNQ)       |
| Vermell | No pre-qualificat (NPQ o DNPQ) |
| Negre   | Desqualificat (DSQ)            |
| Blanc   | No va començar (NVC o DNS)     |
| Blanc   | Abandonà (AB o WD)             |
| Blanc   | Retirat per lesió (LES)        |
| Blanc   | Cursa cancel·lada (C)          |
| Gris    | No va entrenar (NE o DNP)      |
| Gris    | No va arribar (NA o DNA)       |
| Gris    | Exclòs (EX)                    |

### Estadístiques del Campionat de Pilots
| Pos. | Pilot              | Escudería    | Grans Premis | Victòries | Podis | Poles | Voltes ràpides | Voltes liderades | Punts |
| ---- | ------------------ | ------------ | ------------ | --------- | ----- | ----- | -------------- | ---------------- | ----- |
| 1    | Lewis Hamilton     | Mercedes     | 21           | 11        | 17    | 5     | 6              | 511              | 413   |
| 2    | Valtteri Bottas    | Mercedes     | 21           | 4         | 15    | 5     | 2              | 185              | 326   |
| 3    | Max Verstappen     | Red Bull     | 21           | 3         | 9     | 2     | 4              | 156              | 278   |
| 4    | Charles Leclerc    | Ferrari      | 21           | 2         | 10    | 7     | 4              | 246              | 264   |
| 5    | Sebastian Vettel   | Ferrari      | 21           | 1         | 9     | 2     | 2              | 160              | 240   |
| 6    | Carlos Sainz Jr.   | McLaren      | 21           |           | 1     |       |                |                  | 96    |
| 7    | Pierre Gasly       | Red Bull     | 21           |           | 1     |       | 2              |                  | 95    |
| 8    | Alexander Albon    | Toro Rosso   | 21           |           |       |       |                |                  | 84    |
| 9    | Daniel Ricciardo   | Renault      | 21           |           |       |       |                |                  | 54    |
| 10   | Sergio Pérez       | Racing Point | 21           |           |       |       |                |                  | 52    |
| 11   | Lando Norris       | McLaren      | 21           |           |       |       |                |                  | 49    |
| 12   | Kimi Räikkönen     | Alfa Romeo   | 21           |           |       |       |                |                  | 43    |
| 13   | Daniil Kvyat       | Toro Rosso   | 21           |           | 1     |       |                |                  | 37    |
| 14   | Nico Hülkenberg    | Renault      | 21           |           |       |       |                |                  | 37    |
| 15   | Lance Stroll       | Racing Point | 21           |           |       |       |                |                  | 21    |
| 16   | Kevin Magnussen    | Haas         | 21           |           |       |       | 1              |                  | 20    |
| 18   | Antonio Giovinazzi | Alfa Romeo   | 21           |           |       |       |                | 4                | 14    |
| 18   | Romain Grosjean    | Haas         | 17           |           |       |       |                |                  | 8     |
| 19   | Robert Kubica      | Williams     | 21           |           |       |       |                |                  | 1     |
| 20   | George Russell     | Williams     | 21           |           |       |       |                |                  | 0     |

Font: Fórmula 1

### Campionat de Constructors
| Pos. | Constructor               | AUS | BHR | CHN | AZE | ESP | MON | CAN | FRA | AUT | GBR | ALE | HON | BEL | ITA | SIN | RUS | JPN | MEX | USA | BRA | ABU | Punts |
| ---- | ------------------------- | --- | --- | --- | --- | --- | --- | --- | --- | --- | --- | --- | --- | --- | --- | --- | --- | --- | --- | --- | --- | --- | ----- |
| 1    | Mercedes                  | 2   | 1   | 1   | 2   | 1   | 1   | 1   | 1   | 5   | 1   | 9   | 1   | 2   | 3   | 4   | 1   | 3   | 1   | 2   | 7   | 1   | 739   |
| 1    | Mercedes                  | 1   | 2   | 2   | 1   | 2   | 3   | 4   | 2   | 3   | 2   | Ret | 8   | 3   | 2   | 5   | 2   | 1   | 3   | 1   | Ret | 4   | 739   |
| 2    | Ferrari                   | 4   | 5   | 3   | 3   | 4   | 2   | 2   | 5   | 4   | 16  | 2   | 3   | 4   | 13  | 1   | Ret | 2   | 2   | Ret | 18† | 5   | 504   |
| 2    | Ferrari                   | 5   | 3   | 5   | 5   | 5   | Ret | 3   | 3   | 2   | 3   | Ret | 4   | 1   | 1   | 2   | 3   | 6   | 4   | 4   | 17† | 3   | 504   |
| 3    | Red Bull Racing-Honda     | 11  | 8   | 6   | Ret | 6   | 5   | 8   | 10  | 7   | 4   | Ret | 6   |     |     |     |     |     |     |     |     |     | 417   |
| 3    | Red Bull Racing-Honda     |     |     |     |     |     |     |     |     |     |     |     |     | 5   | 6   | 6   | 5   | 4   | 5   | 5   | 14  | 6   | 417   |
| 3    | Red Bull Racing-Honda     | 3   | 4   | 4   | 4   | 3   | 4   | 5   | 4   | 1   | 5   | 1   | 2   | Ret | 8   | 3   | 4   | Ret | 6   | 3   | 1   | 2   | 417   |
| 4    | McLaren-Renault           | 12  | 6   | 14  | 7   | 8   | 6   | 11  | 9   | 6   | 11  | Ret | 9   | 11  | 10  | 7   | 8   | 11  | Ret | 7   | 8   | 8   | 145   |
| 4    | McLaren-Renault           | Ret | 19  | 18  | 8   | Ret | 11  | Ret | 6   | 8   | 6   | 5   | 5   | Ret | Ret | 12  | 6   | 5   | 13  | 8   | 3   | 10  | 145   |
| 5    | Renault                   | 7   | 17  | 7   | 14  | 12  | 9   | 6   | 11  | 12  | 7   | Ret | 14  | 14  | 4   | 14  | Ret | DSQ | 8   | 6   | 6   | 11  | 91    |
| 5    | Renault                   | Ret | 18  | Ret | Ret | 13  | 13  | 7   | 8   | 13  | 10  | Ret | 12  | 8   | 5   | 9   | 10  | DSQ | 10  | 9   | 15  | 12  | 91    |
| 6    | Scuderia Toro Rosso-Honda | 14  | 9   | 10  | 11  | 11  | 8   | Ret | 15  | 15  | 12  | 6   | 10  |     |     |     |     |     |     |     |     |     | 85    |
| 6    | Scuderia Toro Rosso-Honda |     |     |     |     |     |     |     |     |     |     |     |     | 9   | 11  | 8   | 14  | 7   | 9   | 16  | 2   | 18  | 85    |
| 6    | Scuderia Toro Rosso-Honda | 10  | 12  | Ret | Ret | 9   | 7   | 10  | 14  | 17  | 9   | 3   | 15  | 7   | Ret | 15  | 12  | 10  | 11  | 12  | 10  | 9   | 85    |
| 7    | Racing Point-BWT Mercedes | 13  | 10  | 8   | 6   | 15  | 12  | 12  | 12  | 11  | 17  | Ret | 11  | 6   | 7   | Ret | 7   | 8   | 7   | 10  | 9   | 7   | 73    |
| 7    | Racing Point-BWT Mercedes | 9   | 14  | 12  | 9   | Ret | 16  | 9   | 13  | 14  | 13  | 4   | 17  | 10  | 12  | 13  | 11  | 9   | 12  | 13  | 19† | Ret | 73    |
| 8    | Alfa Romeo-Ferrari        | 8   | 7   | 9   | 10  | 14  | 17  | 15  | 7   | 9   | 8   | 12  | 7   | 16† | 15  | Ret | 13  | 12  | Ret | 11  | 4   | 13  | 57    |
| 8    | Alfa Romeo-Ferrari        | 15  | 11  | 15  | 12  | 16  | 19  | 13  | 16  | 10  | Ret | 13  | 18  | 18  | 9   | 10  | 15  | 14  | 14  | 14  | 5   | 16  | 57    |
| 9    | Haas-Ferrari              | Ret | Ret | 11  | Ret | 10  | 10  | 14  | Ret | 16  | Ret | 7   | Ret | 13  | 16  | 11  | Ret | 13  | 17  | 15  | 11  | 15  | 28    |
| 9    | Haas-Ferrari              | 6   | 13  | 13  | 13  | 7   | 14  | 17  | 17  | 19  | Ret | 8   | 13  | 12  | Ret | 17  | 9   | 15  | 15  | Ret | 13  | 14  | 28    |
| 10   | Williams-Mercedes         | 16  | 15  | 16  | 15  | 17  | 15  | 16  | 19  | 18  | 14  | 11  | 16  | 15  | 14  | Ret | Ret | 16  | 16  | 17  | 12  | 17  | 1     |
| 10   | Williams-Mercedes         | 17  | 16  | 17  | 16  | 18  | 18  | 18  | 18  | 20  | 15  | 10  | 19  | 17  | 17  | 16  | Ret | 17  | 18  | Ret | 16  | 19  | 1     |
| Pos. | Constructor               | AUS | BHR | CHN | AZE | ESP | MON | CAN | FRA | AUT | GBR | ALE | HON | BEL | ITA | SIN | RUS | JPN | MEX | USA | BRA | ABU | Punts |

| Color   | Resultat                       |
| ------- | ------------------------------ |
| Or      | Guanyador                      |
| Argent  | 2n lloc                        |
| Bronze  | 3r lloc                        |
| Verd    | Va acabar sumant punts         |
| Blau    | Va acabar sense sumar punts    |
| Blau    | No classificat (NC)            |
| Porpra  | Es retirà (Ret o DNF)          |
| Vermell | No qualificat (NQ o DNQ)       |
| Vermell | No pre-qualificat (NPQ o DNPQ) |
| Negre   | Desqualificat (DSQ)            |
| Blanc   | No va començar (NVC o DNS)     |
| Blanc   | Abandonà (AB o WD)             |
| Blanc   | Retirat per lesió (LES)        |
| Blanc   | Cursa cancel·lada (C)          |
| Gris    | No va entrenar (NE o DNP)      |
| Gris    | No va arribar (NA o DNA)       |
| Gris    | Exclòs (EX)                    |

### Estadístiques del Campionat de Constructors
| Pos. | Constructor  | Xassís                        | Motor        | Grans Premis | Victòries | Podis | Poles | Voltes ràpides | Voltes liderades | Punts |
| ---- | ------------ | ----------------------------- | ------------ | ------------ | --------- | ----- | ----- | -------------- | ---------------- | ----- |
| 1    | Mercedes     | Mercedes AMG F1 W10 EQ Power+ | Mercedes     | 21           | 15        | 32    | 10    | 9              | 696              | 739   |
| 2    | Ferrari      | Ferrari SF90                  | Ferrari      | 21           | 3         | 18    | 9     | 6              | 406              | 504   |
| 3    | Red Bull     | Red Bull RB15                 | Honda        | 21           | 3         | 8     | 2     | 5              | 156              | 417   |
| 4    | McLaren      | McLaren MCL34                 | Renault      | 21           |           | 1     |       |                |                  | 145   |
| 6    | Renault      | Renault R.S.19                | Renault      | 21           |           |       |       |                |                  | 91    |
| 5    | Toro Rosso   | Toro Rosso STR14              | Honda        | 21           |           | 2     |       |                |                  | 85    |
| 7    | Racing Point | Racing Point RP19             | BWT Mercedes | 21           |           |       |       |                |                  | 73    |
| 8    | Alfa Romeo   | Alfa Romeo C38                | Ferrari      | 21           |           |       |       |                | 4                | 57    |
| 9    | Haas         | Haas VF-19                    | Ferrari      | 21           |           |       |       | 1              |                  | 28    |
| 10   | Williams     | Williams FW42                 | Mercedes     | 21           |           |       |       |                |                  | 1     |

Font: Fórmula 1